# Michael Kurt
Michael Kurt (Wiedlisbach, 2 de abril de 1980) es un deportista suizo que compitió en piragüismo en la modalidad de eslalon. Ganó una medalla de oro en el Campeonato Mundial de Piragüismo en Eslalon de 2003 y cuatro medallas en el Campeonato Europeo de Piragüismo en Eslalon entre los años 2000 y 2013.

## Palmarés internacional
| Campeonato Mundial | Campeonato Mundial   | Campeonato Mundial | Campeonato Mundial |
| Año                | Lugar                | Medalla            | Competición        |
| ------------------ | -------------------- | ------------------ | ------------------ |
| 2003               | Augsburgo (Alemania) | Medalla de oro     | K1 por equipos     |
| Campeonato Europeo |                      |                    |                    |
| Año                | Lugar                | Medalla            | Competición        |
| 2000               | Mezzana (Italia)     | Medalla de bronce  | K1 por equipos     |
| 2004               | Skopie (Macedonia)   | Medalla de oro     | K1 por equipos     |
| 2008               | Cracovia (Polonia)   | Medalla de bronce  | K1 por equipos     |
| 2013               | Cracovia (Polonia)   | Medalla de plata   | K1 individual      |